# Nuits de cauchemars
Pour plus de détails, voir Fiche technique et Distribution.
Nuits de cauchemars (parfois orthographié Nuits de cauchemar, titre original : Motel Hell) est une comédie d'horreur américaine réalisée par Kevin Connor, sortie en 1980.

## Synopsis
Vincent Smith et sa sœur sont des fermiers qui tiennent par ailleurs un motel, attenant à leur ferme. Vincent propose en outre à la vente de la viande fumée très réputée. Mais l'origine de sa viande est inhabituelle, car il s'agit en fait de viande humaine qu'il arrive à se procurer en kidnappant puis tuant des touristes de son motel…

## Fiche technique
- Titre : Nuits de cauchemars
- Titre original : Motel Hell
- Réalisation : Kevin Connor
- Scénario : Robert Jaffe, Steven-Charles Jaffe (en), Tim Tuchrello (non crédité)
- Production : Herb Jaffe, Robert Jaffe, Steven-Charles Jaffe (en), Austen Jewell
- Musique : Lance Rubin
- Photographie : Thomas Del Ruth
- Montage : Bernard Gribble
- Direction artistique : Joseph M. Altadonna
- Chef-décorateur : W. Joe Kroesser
- Pays d'origine : États-Unis
- Langue : anglais
- Genre : horreur/comédie
- Durée : 102 minutes
- Dates de sortie : 
  - 18 octobre 1980 États-Unis
  - 19 novembre 1980 France
- Interdit aux moins de 12 ans

## Distribution
- Rory Calhoun : Vincent Smith
- Paul Linke : Shérif Bruce Smith
- Nancy Parsons : Ida Smith
- Nina Axelrod : Terry
- Wolfman Jack : Révérend Billy
- Elaine Joyce : Edith Olson
- Dick Curtis : Guy Robaire / prêcheur télévisuel
- Monique St. Pierre : Debbie
- Rosanne Katon : Suzi
- E. Hampton Beagle : Bob Anderson
- Everett Creach : Bo Tulinksi
- Michael Melvin : Ivan
- John Ratzenberger : Batteur
- Marc Silver : Guitariste
- Gwil Richards : M. Owen
- Toni Gillman : Mme Richards

## Distinctions

### Nominations
- Saturn Award 1981 : Meilleure actrice dans un second rôle (Nancy Parsons)